# Đường sắt cao tốc Đài Loan
Đường sắt cao tốc Đài Loan (tiếng Anh: Taiwan High Speed Rail) viết tắt THSR hoặc HSR là tuyến đường sắt cao tốc chạy khoảng 350 km (217 mi), dọc theo bờ biển phía tây của Đài Loan, từ thủ đô Đài Bắc đến thành phố phía nam Cao Hùng. Với việc xây dựng và vận hành được quản lý bởi một công ty tư nhân, Công ty Đường sắt cao tốc Đài Loan (tiếng Anh: Taiwan High Speed Rail Corporation viết tắt THSRC; TWSE: 2633), cũng vận hành dây chuyền, tổng chi phí của dự án là 513,3 tỷ Đài tệ vào năm 1998. Vào thời điểm nó được xây dựng, đây là một trong những công trình xây dựng đường sắt tư nhân lớn nhất thế giới. Hệ thống này chủ yếu dựa trên Shinkansen của Nhật Bản.
Tuyến khai trương vào ngày 5 tháng 1 năm 2007, với các chuyến tàu chạy với tốc độ tối đa 300 km/h (186 mph), hiện đang chạy từ Nangang đến Zuoying chỉ trong 1 giờ 45 phút, đạt gần 90% dân số Đài Loan. Hầu hết các trạm trung gian trên tuyến nằm bên ngoài các thành phố phục vụ; tuy nhiên, một loạt các tùy chọn trung chuyển, chẳng hạn như xe buýt đưa đón miễn phí, đường sắt thông thường và tàu điện ngầm đã được xây dựng để tạo thuận lợi cho các kết nối giao thông.
Hành khách ban đầu không đạt dự báo, nhưng đã tăng từ dưới 40.000 hành khách mỗi ngày trong vài tháng đầu hoạt động lên hơn 129.000 hành khách mỗi ngày vào tháng 6 năm 2013. Lưu lượng hành khách hàng ngày đạt 130.000 trong năm 2014, thấp hơn dự báo 240.000 hành khách hàng ngày trong năm 2008. Hệ thống này đã vận chuyển 100 triệu hành khách đầu tiên vào tháng 8 năm 2010 và hơn 200 triệu hành khách đã sử dụng hệ thống này vào tháng 12 năm 2012, tiếp theo là 400 triệu vào tháng 12 năm 2016.
Trong những năm đầu hoạt động, THSRC tích lũy nợ do chi phí khấu hao và lãi cao, phần lớn là do cấu trúc tài chính được thiết lập cho công ty tư nhân. Trong năm 2009, THSRC đã đàm phán với chính phủ để thay đổi phương pháp khấu hao tùy thuộc vào sự nhượng bộ về quyền đối với hành khách. ] Đồng thời, chính phủ cũng bắt đầu giúp tái tài trợ các khoản vay của THSRC để hỗ trợ công ty để công ty có thể duy trì hoạt động và sinh lợi. Chính phủ đã đầu tư 30 tỷ Đài tệ như một khoản cứu trợ tài chính, tăng tỷ lệ sở hữu của chính phủ lên khoảng 64% từ khoảng 37%.  Chính phủ cũng mở rộng nhượng bộ đường sắt từ 35 năm lên 70 năm và chấm dứt mô hình kinh doanh xây dựng - vận hành - chuyển giao của công ty.

## Các dịch vụ và ga

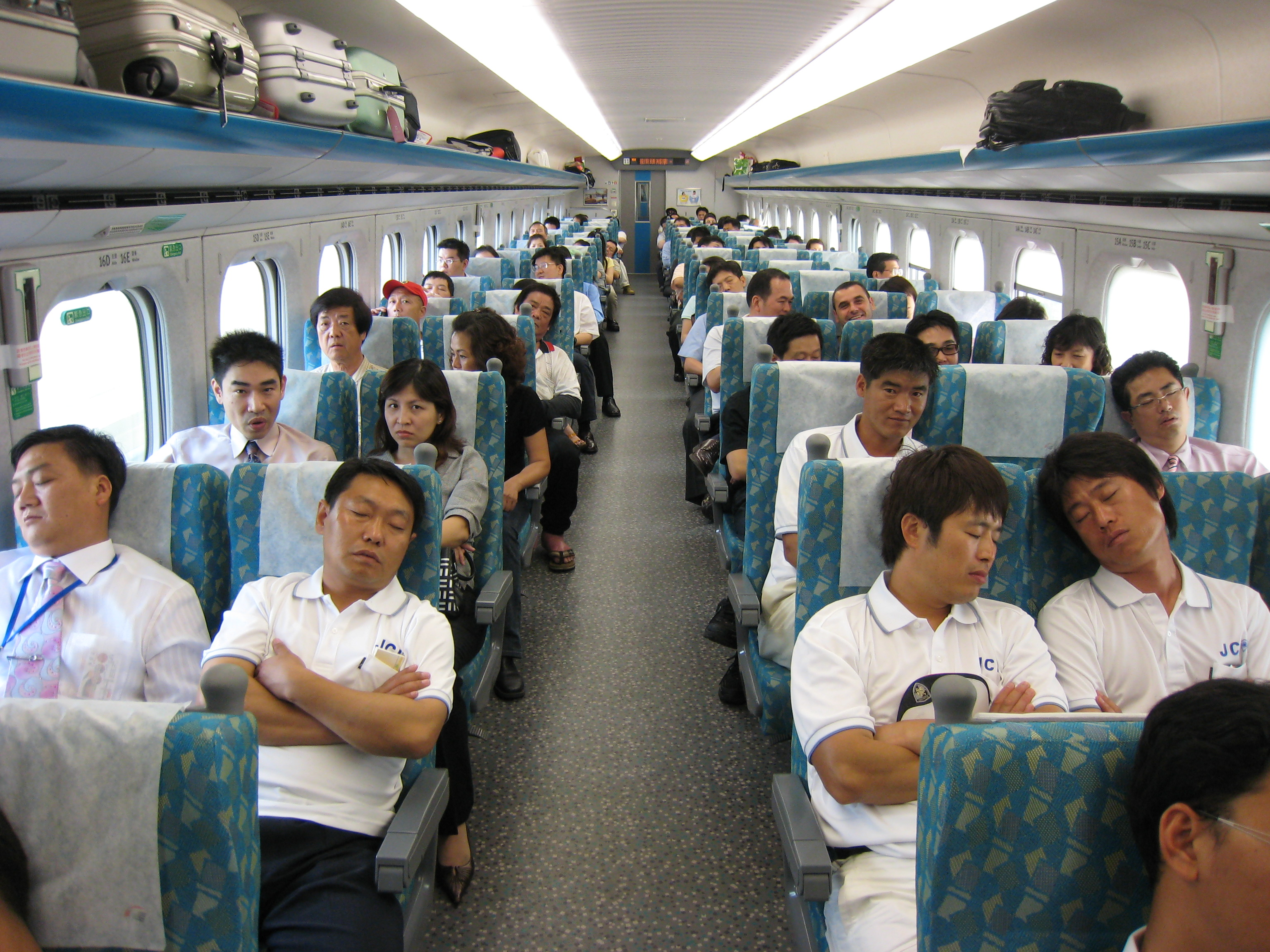

| Mã  | Mã | Tên ga     | Tiếng Trung | Tiếng Đài Loan | Tiếng Khách Gia | Chuyển đổi                                                                                   | Distance (km) | Loại          | Vị trí      | Vị trí     |
| --- | -- | ---------- | ----------- | -------------- | --------------- | -------------------------------------------------------------------------------------------- | ------------- | ------------- | ----------- | ---------- |
| NAG | 01 | Nam Cảng   | 南港        | Lâm-káng       | Nàm-kóng        | Tuyến Bờ Tây (097) · Hệ thống đường sắt đô thị Đài Bắc (BL17)                                | −3.2          | Dưới lòng đất | Nam Cảng    | Đài Bắc    |
| TPE | 02 | Đài Bắc    | 台北        | Tâi-pak        | Thòi-pet        | Tuyến Bờ Tây (100) · Hệ thống đường sắt đô thị Đài Bắc (R13) và (BL7) · A (A1 Đài Bắc) 200 m | 6.1           | Dưới lòng đất | Trung Chính | Đài Bắc    |
| BAQ | 03 | Bản Kiều   | 板橋        | Pang-kiô       | Piông-khièu     | Tuyến Bờ Tây (102) · Hệ thống đường sắt đô thị Đài Bắc (BL2) và (Y15 dự án)                  | 13.1          | Dưới lòng đất | Bản Kiều    | Tân Bắc    |
| TAY | 04 | Đào Viên   | 桃園        | Thô-hn̂g        | Thò-yèn         | A (A18 ĐSCT Đào Viên) Airport Shuttle Bus                                                    | 42.3          | Dưới lòng đất | Trung Lịch  | Đào Viên   |
| HSC | 05 | Tân Trúc   | 新竹        | Sin-tek        | Sîn-tsuk        | Tuyến Lục Giáp (240 Lục Giáp)                                                                | 72.2          | Trên cao      | Trúc Bắc    | Tân Trúc   |
| MIL | 06 | Miêu Lật   | 苗栗        | Biâu-le̍k       | Mèu-li̍t         | Tuyến Đài Trung (136 Phong Phú)                                                              | 104.9         | Trên cao      | Hậu Long    | Miêu Lật   |
| TAC | 07 | Đài Trung  | 台中        | Tâi-tiong      | Thòi-chûng      | Tuyến Đài Trung (280 Tân Ô Nhật) Tàu điện ngầm Đài Trung G (119 Tân Ô Nhật)                  | 165.7         | Trên cao      | Ô Nhật      | Đài Trung  |
| CHH | 08 | Chương Hóa | 彰化        | Chiong-hoà     | Chông-fa        |                                                                                              | 193.9         | Trên cao      | Điền Trung  | Chương Hóa |
| YUL | 09 | Vân Lâm    | 雲林        | Hûn-lîm        | Yùn-lìm         |                                                                                              | 218.5         | Trên cao      | Hổ Vĩ       | Vân Lâm    |
| CHY | 10 | Gia Nghĩa  | 嘉義        | Ka-gī          | Kâ-ngi          | Chiayi Bus Rapid Transit Buýt nhanh Gia Nghĩa                                                | 251.6         | Trên cao      | Thái Bảo    | Gia Nghĩa  |
| TAN | 11 | Đài Nam    | 台南        | Tâi-lâm        | Thòi-nàm        | Tuyến Sa Lôn (284 Sa Lôn)                                                                    | 313.9         | Trên cao      | Quy Nhân    | Đài Nam    |
| ZUY | 12 | Tả Doanh   | 左營        | Chó-iâⁿ        | Chó-yàng        | Tuyến Bờ Tây (288 Tân Tả Doanh) · Hệ thống giao thông nhanh Cao Hùng R (R16 Tả Doanh/THSR)   | 345.2         | Mặt đất       | Tả Doanh    | Cao Hùng   |

Với một vài ngoại lệ, các dịch vụ theo mô hình dưới đây.
| Mã số                                                                            | Số        | Nam Cảng | Đài Bắc | Bản Kiều | Đào Viên | Tân Trúc | Miêu Lật | Đài Trung | Chương Hóa | Vân Lâm | Gia Nghĩa | Đài Nam | Tả Doanh | Tỷ lệ dịch vụ |
| -------------------------------------------------------------------------------- | --------- | -------- | ------- | -------- | -------- | -------- | -------- | --------- | ---------- | ------- | --------- | ------- | -------- | ------------- |
| D                                                                                | 6xx, 16xx | ●        | ●       | ●        | ●        | ●        | －       | ●         | －         | －      | ●         | ●       | ●        | 36.2%         |
| F                                                                                | 8xx       | ●        | ●       | ●        | ●        | ●        | ●        | ●         | ●          | ●       | ●         | ●       | ●        | 22.6%         |
| B                                                                                | 1xx       | ●        | ●       | ●        | －       | －       | －       | ●         | －         | －      | －        | －      | ●        | 20.5%         |
| B'                                                                               | 2xx, 12xx | ●        | ●       | ●        | －       | －       | －       | ●         | －         | －      | －        | ●       | ●        | 10.3%         |
| E                                                                                | 5xx, 15xx | ●        | ●       | ●        | ●        | ●        | ●        | ●         | N/A        | N/A     | N/A       | N/A     | N/A      | 2.5%          |
| E                                                                                | 5xx, 15xx | N/A      | N/A     | N/A      | N/A      | N/A      | N/A      | ●         | ●          | ●       | ●         | ●       | ●        | 2.5%          |
| C                                                                                | 3xx, 13xx | ●        | ●       | －       | ●        | －       | －       | ●         | ●          | ●       | ●         | ●       | ●        | 2.5%          |
| Tính đến tháng 7 năm 2019; ●: Tàu dừng tại ga này; －: Tàu không dừng tại ga này |           |          |         |          |          |          |          |           |            |         |           |         |          |               |

1. ↑  Các mã này được sử dụng cho mục đích thống kê.
2. ↑  Số có 3 chữ số biểu thị dịch vụ hàng ngày, trong khi số có 4 chữ số biểu thị dịch vụ vào các ngày cụ thể trong tuần.
3. ↑  Dịch vụ 696 không gọi tại Nam Cảng, chấm dứt tại Đài Bắc.
4. ↑  Dịch vụ 203 bỏ qua Nam Cảng, khởi hành từ Đài Bắc.
5. ↑  Dịch vụ 295 và 1202 bỏ qua Ban Kiều.
6. ↑  Dịch vụ 295 gọi tại Đào Viên.
7. ↑  Dịch vụ 203, 295, 1202 và 1293 gọi tại Gia Nghĩa.

### Tần suất tàu
| Hướng đi   | Chuyến tàu mỗi ngày | Chuyến tàu mỗi ngày | Chuyến tàu mỗi ngày | Chuyến tàu mỗi ngày | Chuyến tàu mỗi ngày | Chuyến tàu mỗi ngày | Chuyến tàu mỗi ngày | Chuyến tàu mỗi tuần |
| Hướng đi   | Hai                 | Ba                  | Tư                  | Năm                 | Sáu                 | Bảy                 | Chủ nhật            | Chuyến tàu mỗi tuần |
| ---------- | ------------------- | ------------------- | ------------------- | ------------------- | ------------------- | ------------------- | ------------------- | ------------------- |
| Hướng Nam  | 63                  | 64                  | 64                  | 64                  | 82                  | 75                  | 76                  | 488                 |
| Hướng Bắc  | 69                  | 68                  | 68                  | 68                  | 80                  | 70                  | 86                  | 509                 |
| Cả 2 hướng | 132                 | 132                 | 132                 | 132                 | 162                 | 145                 | 162                 | 997                 |

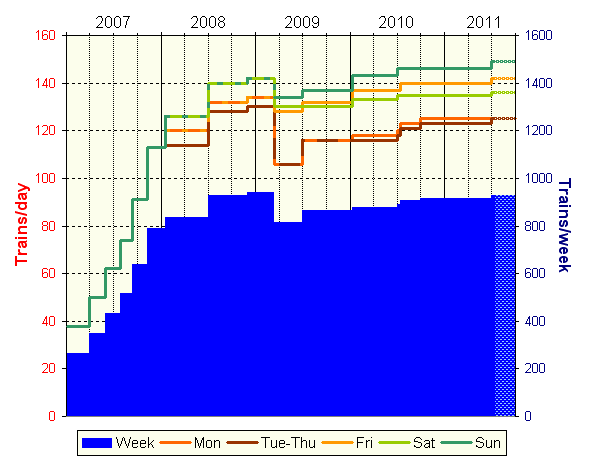
Tuần suất mỗi ngày, mỗi tuần của dịch vụ THSRC. Tuyến tàu phát sinh vào kỳ nghỉ và hủy do đột xuất không được thể hiện

THSRC vận hành các dịch vụ đào tạo bổ sung trong các ngày lễ quốc gia. Vào ngày 29 tháng 6 năm 2011, THSRC đề xuất tăng số lượng dịch vụ tàu tối đa lên 210 mỗi ngày (so với 175 hiện tại mỗi ngày) đã thông qua đánh giá tác động môi trường, tăng số lượng dịch vụ có thể vào "ngày tải cao".